# Lucía de la Puerta Uribe
Lucía de la Puerta Uribe (* 5. Februar 2000) ist eine spanische Tennisspielerin.

## Karriere
Lucía de la Puerta Uribe begann mit fünf Jahren das Tennisspielen und spielt vor allem auf der ITF Women’s World Tennis Tour, wo sie bislang einen Titel im Doppel gewinnen konnte.
Ihr bislang letztes internationale Turnier spielte Lucía de la Puerta Uribe im Januar 2018. Sie wird daher nicht mehr in der Weltrangliste geführt.

## Turniersiege

### Doppel
| Nr. | Datum           | Turnier | Kategorie   | Belag | Partnerin                          | Finalgegnerinnen         | Ergebnis |
| --- | --------------- | ------- | ----------- | ----- | ---------------------------------- | ------------------------ | -------- |
| 1.  | 8. Oktober 2016 | Telde   | ITF $10.000 | Sand  | Guiomar Maristany Zuleta de Reales | Leonie Küng Vivian Wolff | 7:5, 6:4 |